# Cantone di San Carlos
Il cantone di San Carlos è un cantone della Costa Rica facente parte della provincia di Alajuela.

## Geografia antropica

### Suddivisioni amministrative
Il cantone  è suddiviso in 13 distretti:
- Aguas Zarcas
- Buenavista
- Cutris
- Florencia
- Fortuna
- Monterrey
- Palmera
- Pital
- Pocosol
- Quesada
- Tigra
- Venado
- Venecia